# ジョン・コリンズ (サッカー選手)
ジョン・コリンズ（John Angus Paul Collins, 1968年1月31日 - ）は、スコットランド、ガラシールズ出身の元サッカー選手、サッカー指導者。現役時代のポジションはMF。

## 経歴
ASモナコ時代の1997-98シーズン、チャンピオンズリーグでは準決勝まで進出したが、ユヴェントスFCに敗れ決勝進出を逃した。1998-99シーズンから2シーズン所属したエヴァートンではキャプテンも務めていた。
スコットランド代表としては58試合に出場、1990年のワールドカップイタリア大会に参加、1996年のUEFA EURO '96に出場、1998年のW杯フランス大会では、グループリーグ初戦のブラジル戦で1得点を挙げるなど、グループリーグの全3試合に出場した。

## 代表歴

### 出場大会
- スコットランド代表
  - 1990 FIFAワールドカップ
  - 1998 FIFAワールドカップ

### 試合数
- 国際Aマッチ 58試合 12得点（1988年-1999年）[3]

| スコットランド代表 | 国際Aマッチ | 国際Aマッチ |
| 年                 | 出場        | 得点        |
| ------------------ | ----------- | ----------- |
| 1988               | 1           | 1           |
| 1989               | 0           | 0           |
| 1990               | 4           | 0           |
| 1991               | 1           | 1           |
| 1992               | 3           | 0           |
| 1993               | 6           | 2           |
| 1994               | 7           | 3           |
| 1995               | 7           | 1           |
| 1996               | 10          | 1           |
| 1997               | 7           | 0           |
| 1998               | 7           | 2           |
| 1999               | 5           | 1           |
| 通算               | 58          | 12          |

## タイトル
セルティック
- スコティッシュカップ : 1995

ASモナコ
- ディヴィジオン・アン : 1996-97

フラム
- EFLチャンピオンシップ : 2000-01
- UEFAインタートトカップ : 2002